# Горобець оливковий
Горобець оливковий (Passer flaveolus) — вид горобцеподібних птахів родини горобцевих (Passeridae).

## Поширення
Вид поширений в Південно-Східній Азії від М'янми до центральної частини В'єтнаму та півдня до західної частини півострова Малайзія.

## Опис
Дрібний птах, завдовжки 14 см. У самця горло і смужка, що проходить через очі, чорного кольору, верх голови буро-сірий. Лоб, щоки і низ тіла жовто-зелені. Спина, крила, хвіст і смужка над очима — коричневі. Самиця схожа на самицю хатнього горобця.

## Спосіб життя
Птах харчується насінням різноманітних рослин, включаючи злаки. Самиця відкладає три-сім яєць у сферичне гніздо з трави. Інкубаційний період становить від 15 до 24 днів.